# ニセコ東山温泉
ニセコ東山温泉（ニセコひがしやまおんせん）は、北海道虻田郡ニセコ町にある温泉。

## 泉質
- ナトリウム-炭酸水素塩-硫酸塩泉
  - 掛け流しの天然温泉。ただし湯温が高温のため加水して入浴適温としている。

## 温泉街
ヒルトンニセコビレッジ（旧：ニセコ東山プリンスホテル）がある。

## 歴史
1958年（昭和33年）11月1日 - 厚生省告示第327号により、ニセコ温泉郷の一部として国民保養温泉地に指定。

## アクセス
- 函館本線ニセコ駅からタクシーで約10分。